# Isla de las Muñecas

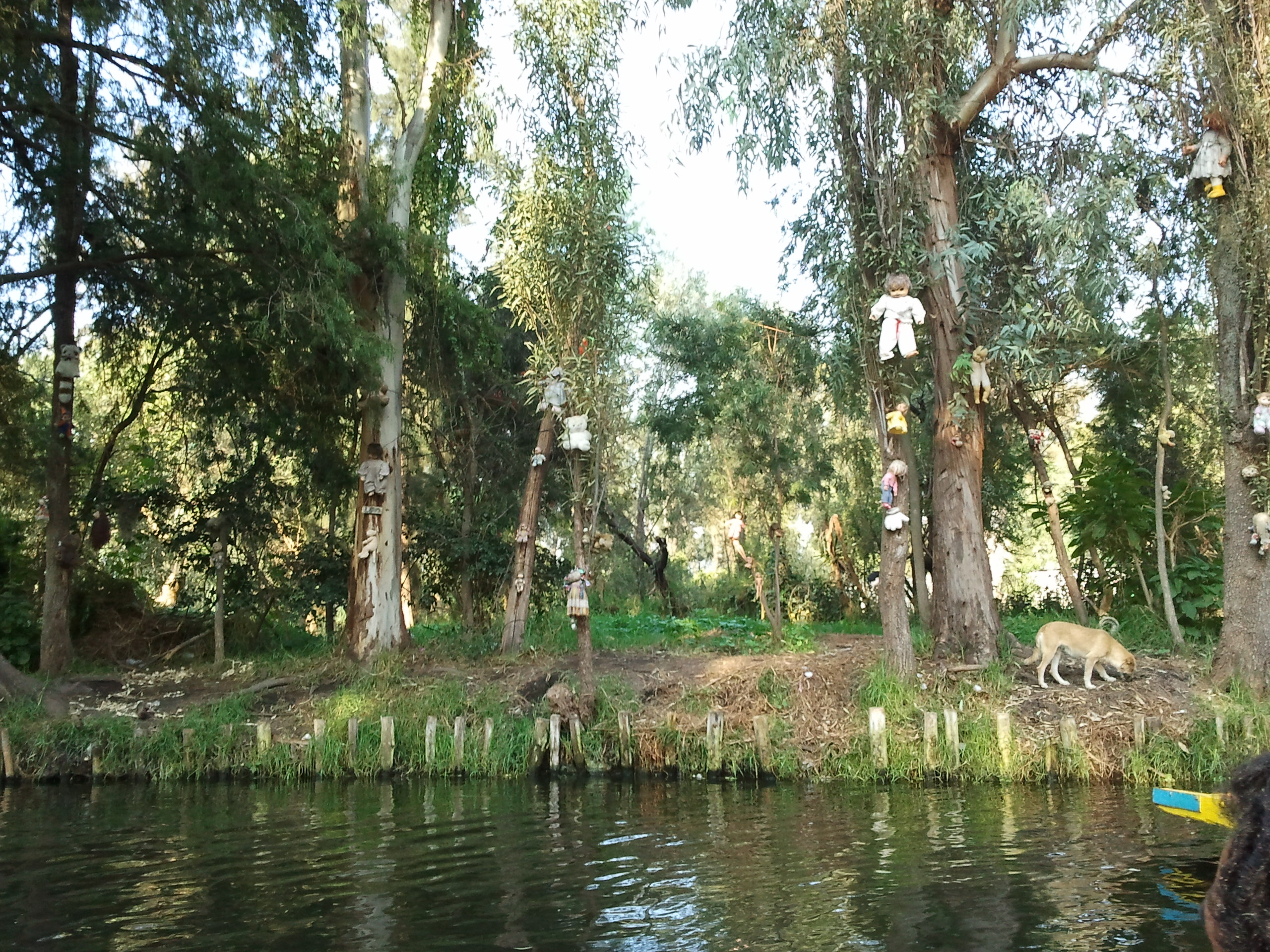
Het Isla de las Muñecas gezien vanaf het water

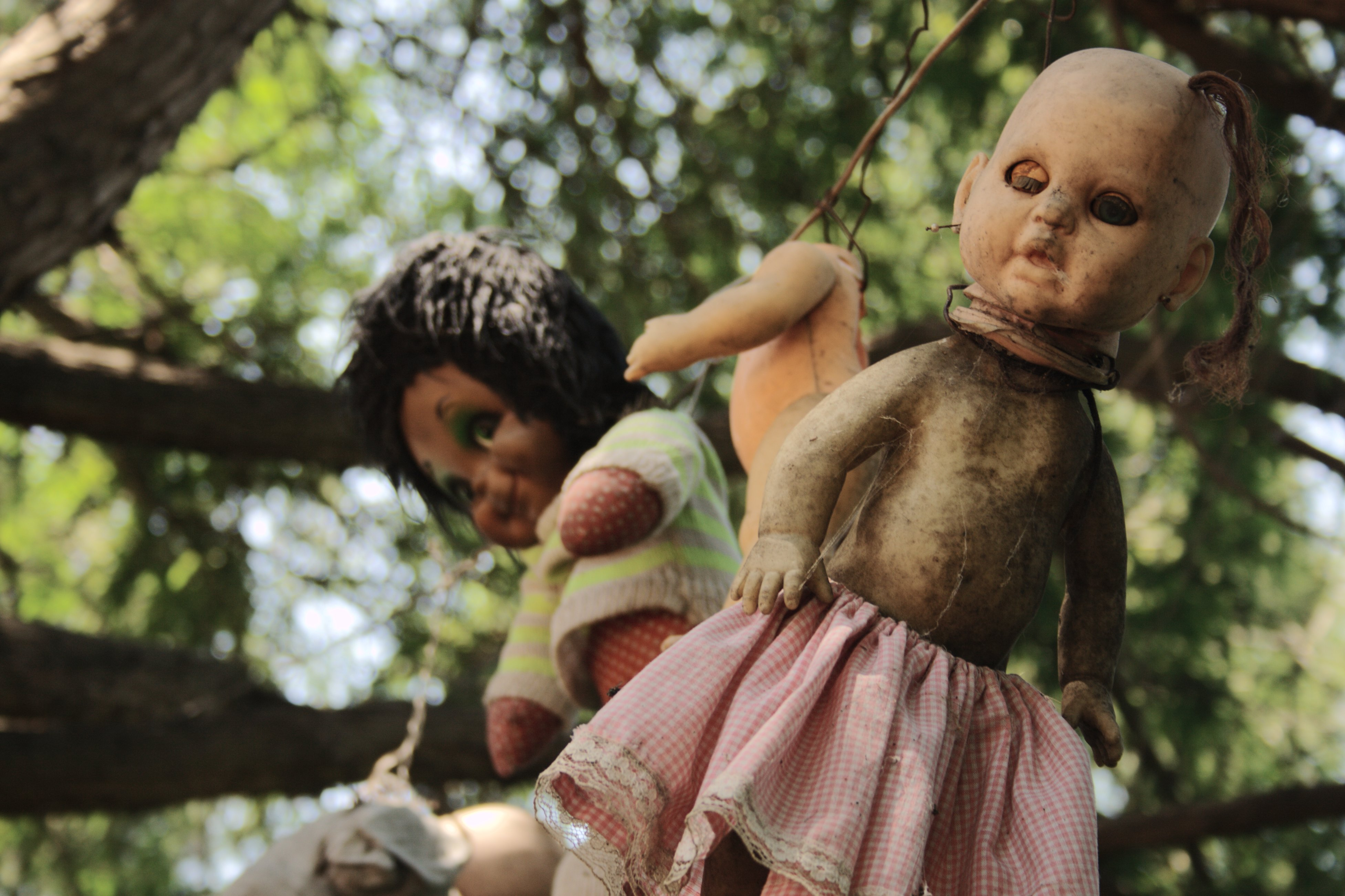
enkele poppen van dichtbij gezien

La Isla de las Muñecas, of het eiland van de poppen, is een klein eiland ten zuiden van Mexico-Stad. Het eiland had slechts één bewoner: Don Julian Santana Barrera. Volgens de legende verdronk er in 1951 een klein meisje vlak bij het eiland. Barrera vond haar lichaam en later spoelde ook haar pop aan. Dit was de start van een collectie. Barrera spaarde 50 jaar lang aangespoelde en weggegooide poppen en ter nagedachtenis van het meisje hing hij ze over het hele eiland op. Barrera beweerde dat de poppen bezeten waren door de ziel van het meisje en de lokale bevolking zweert dat de poppen tegen elkaar fluisteren en met hun ogen bewegen. In 2001 stierf Barrera. Hij verdronk op precies dezelfde plek waar hij 50 jaar eerder het lichaam van het meisje had gevonden.
Het eiland is nu een toeristische attractie waarheen men tegen betaling met een bootje kan worden overgezet.